# 애기봉
애기봉(愛妓峰)은 대한민국 경기도 김포시 월곶면 조강리와 하성면 가금리의 경계에 있는 154m 높이의 산이다. 조선시대의 한 기생의 이름인 '애기'에서 유래되었으며, 병자호란 당시 애기와 평안감사의 애절한 이별 이야기가 전해진다.
애기봉은 조강을 사이에 두고 조선민주주의인민공화국 개성시 개풍군 소재의 암실마을 및 해물선전마을을 마주보고 있다. 또한 애기봉은 김포 해병대 2사단이 주둔하는 군사시설보호구역 내에 위치하고 있으며 신고서를 작성하고 신분증을 제시해야 출입할 수 있는 민간인출입통제구역이다.

## 명칭
애기봉의 원래 이름은 산의 모양이 쑥갓을 닮았다고 해서 쑥갓머리산이라고 불리었었다.
병자호란 때 기생인 ‘애기’는 평소 사모하던 평안감사와 함께 피난길에 올랐는데 감사는 청나라 오랑캐에 붙잡혀 북으로 끌려가게 되었다. 이에 슬퍼한 애기는 홀로 조강을 건너 쑥갓머리산 꼭대기에 올라 북녘을 바라보며 평안감사를 그리워했다. 매일 산 꼭대기에 올라 감사를 그리워하던 애기는 ‘님이 제일 잘 보이는 봉우리에 묻어달라’는 유언을 남긴 채 쑥갓머리산에서 생을 마감하게 되었다.
1966년 쑥갓머리산을 방문한 박정희 대통령이 사랑하는 이를 그리워 하는 애기의 한이 고향을 그리워하는 실향민의 한과 같다고 하여 ‘애기봉’이라는 친필 휘호를 내렸으며 이때부터 애기봉으로 불리게 되었다.

## 애기봉 등탑
1954년부터 애기봉에서는 크리스마스를 전후로 연말연시에 트리에 불을 켰다. 처음에는 소나무로 장식 트리를 만들어 썼으나, 1971년에 철탑으로 대체되었다. 애기봉에서 한강 하류의 조선민주주의인민공화국 지역인 북쪽 하안(河岸)까지 거리는 3 km 밖에 되지 않으며, 밤에 등탑에 불을 켜면 전력 사정이 나쁜 조선민주주의인민공화국 측에서는 그 불빛이 약 25 km 떨어진 개성 시내에서도 보이는 것으로 알려져 남북간 갈등을 야기해 왔다.
2004년부터 제2차 남북 장성급 군사 회담의 합의에 따라 점등을 하지 않다가, 2010년에 일어난 연평도 포격 사건을 계기로 같은 해 12월 21일부터 다시 점등하였다. 2011년에는 12월 23일부터 점등할 예정이었으나, 12월 19일 김정일이 사망하면서 김포시에서 국방부에 점등 중단을 요청해 취소되었다.
대한민국 해병대는 2014년 10월(10.15.~10.16.) 철탑을 철거하였는데, 국방부는 각급 부대의 대형 시설물 안전진단 결과 애기봉 철탑이 지반이 약한데다 철골이 오래돼 쓰러질 위험이 있는 D등급 판정을 받아 붕괴시 일반 관광객의 안전을 해칠 위험이 있어 철거하였으며, 철탑 철거와 남북 관계는 무관하다고 밝혔다. 경기도와 김포시는 등탑을 철거한 자리에 애기봉평화생태공원을 조성하고 아파트 18층 높이인 54 m의 고층 전망대를 설치하였다.

## 애기봉 비석
|                    |
| 애기봉 비석 그래픽 |

## 애기봉 평화생태공원
애기봉에는 1978년에 설치되었던 애기봉 전망대가 있었는데 시설 노후화로 인해 이를 철거하고 2021년에 평화통일과 한강하구의 자연환경을 보존하려는 염원이 담긴 애기봉 평화생태공원을 조성했다. 건축가 승효상이 설계한 평화생태공원에는 평화생태전시관, 조강전망대, 주제정원, 그리고 112m의 흔들다리와 크리스마스 트리를 모티브로 한 800m 길이의 산책로가 있는 생태탐방로 등이 조성되어 있다. 또한 6.25 전쟁 희생자 유해 발굴 현장에서 수거된 탄피와 기존에 설치되어 있었던 성탄 트리 철탑 등을 녹여 만든 '평화의 종'이 있으며 6.25 전쟁 당시 전쟁에 참가했던 김포지구 해병대 병사들을 기리기 위한 해병대전적비가 있다.

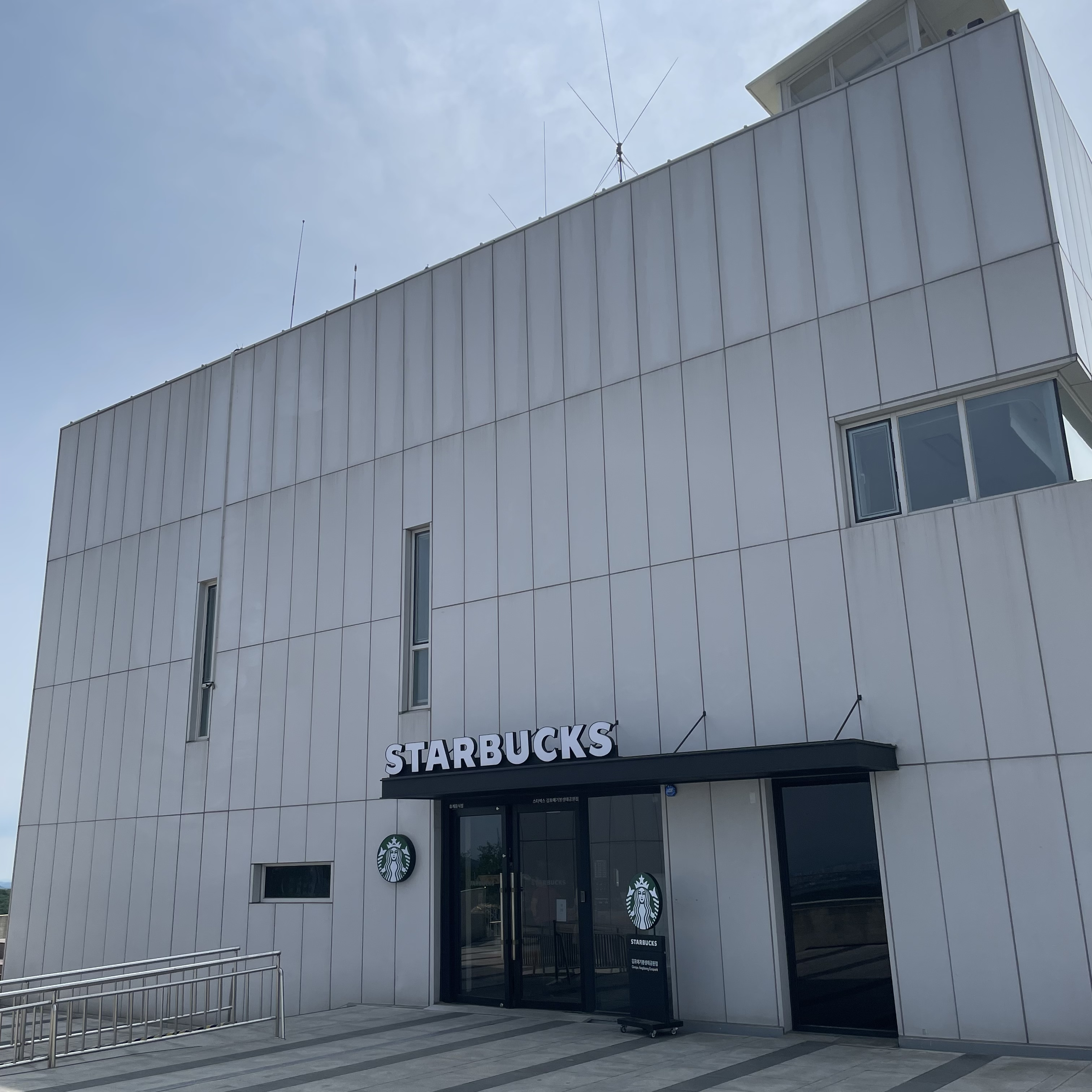
애기봉평화생태공원에 들어선 스타벅스 매장

2024년 11월 29일에는 스타벅스가 들어섰다.

## 인근 문화재
- 문수산성(사적 139호)
- 덕포진(사적 292호)
- 고정리지석묘(경기기념물 91호)
- 한재당(경기기념물 47호)[1]

## 같이 보기
- 조강